# Каркас (рід)
Каркас (Celtis) — рід близько 60—70 видів листяних дерев, поширених у теплих помірних областях Північної півкулі. Рід є частиною розширеної родини коноплевих (Cannabaceae).

## Опис
Види каркасу зазвичай є деревами середнього розміру, які досягають 10—25 м заввишки, рідко 40 м. Листки чергові, прості, 3—15 см завдовжки, яйцеподібно-загострені та з рівномірно зубчастими краями. Діагностично Celtis може бути дуже схожим на дерева з трояндових та інших родин розид.
Дрібні квітки цієї однодомної рослини з'являються ранньою весною, коли ще розвивається листя. Чоловічі квітки довші і пухнасті. Жіночі квітки зеленуваті, більш округлі.
Плід — невелика кістянка 6-10 мм в діаметрі, їстівний у багатьох видів, із сухою, але солодкою, цукристою консистенцією, що смаком нагадує фінік.

## Таксономія
Система APG III, яка раніше включалася або до родини в'язових (Ulmaceae]]), або до окремої родини Celtidaceae, поміщає Celtis у розширену родину коноплевих (Cannabaceae).

### Філогенія
Члени роду присутні в літописі скам'янілостей на початку міоцену Європи та палеоцену Північної Америки і Східної Азії.

### Види
В даний час прийнято 66 видів.
.

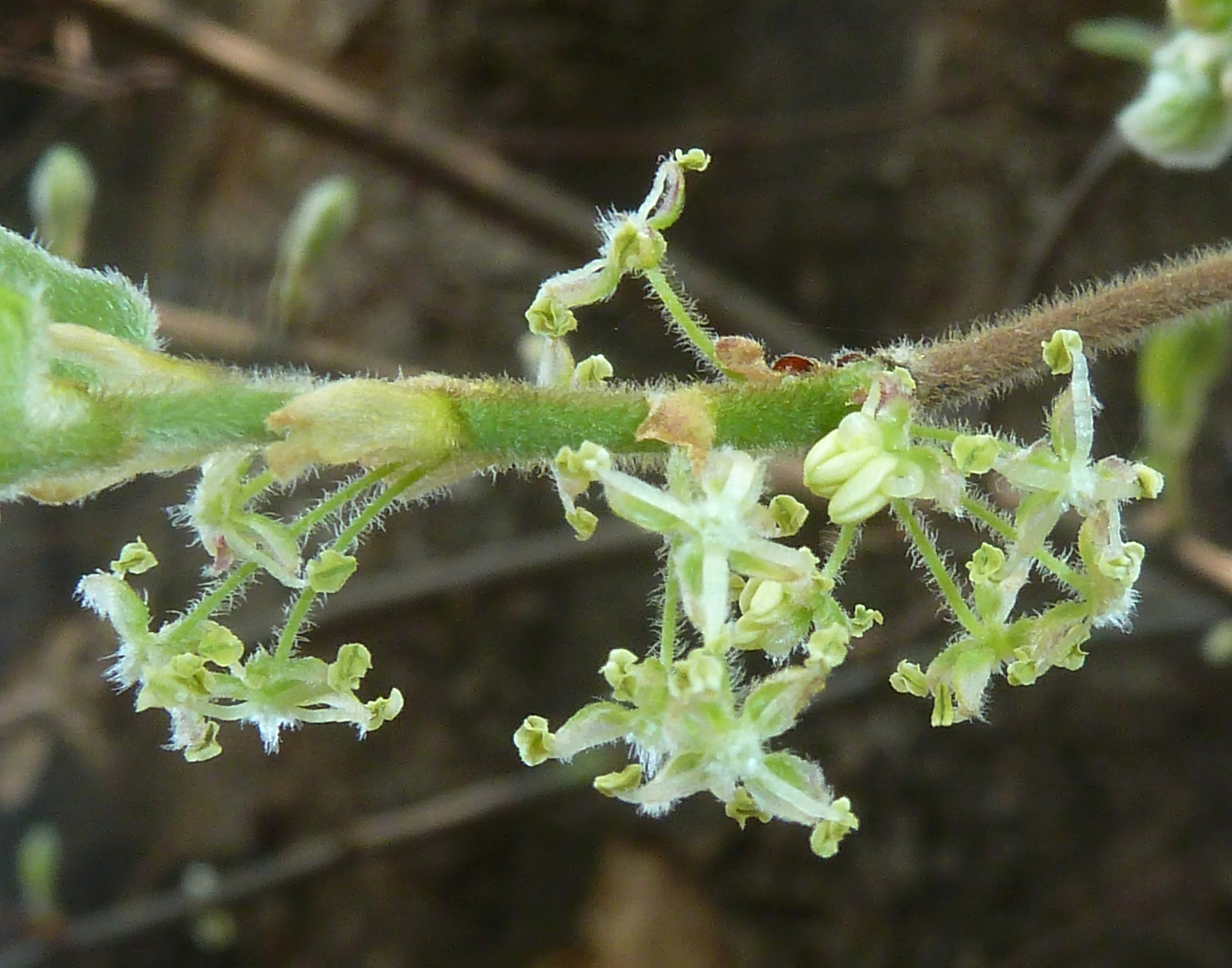
Грона тичинкових (чоловічих) квіток C. africana з чотирма листками оцвітини та чотирма тичинками кожна

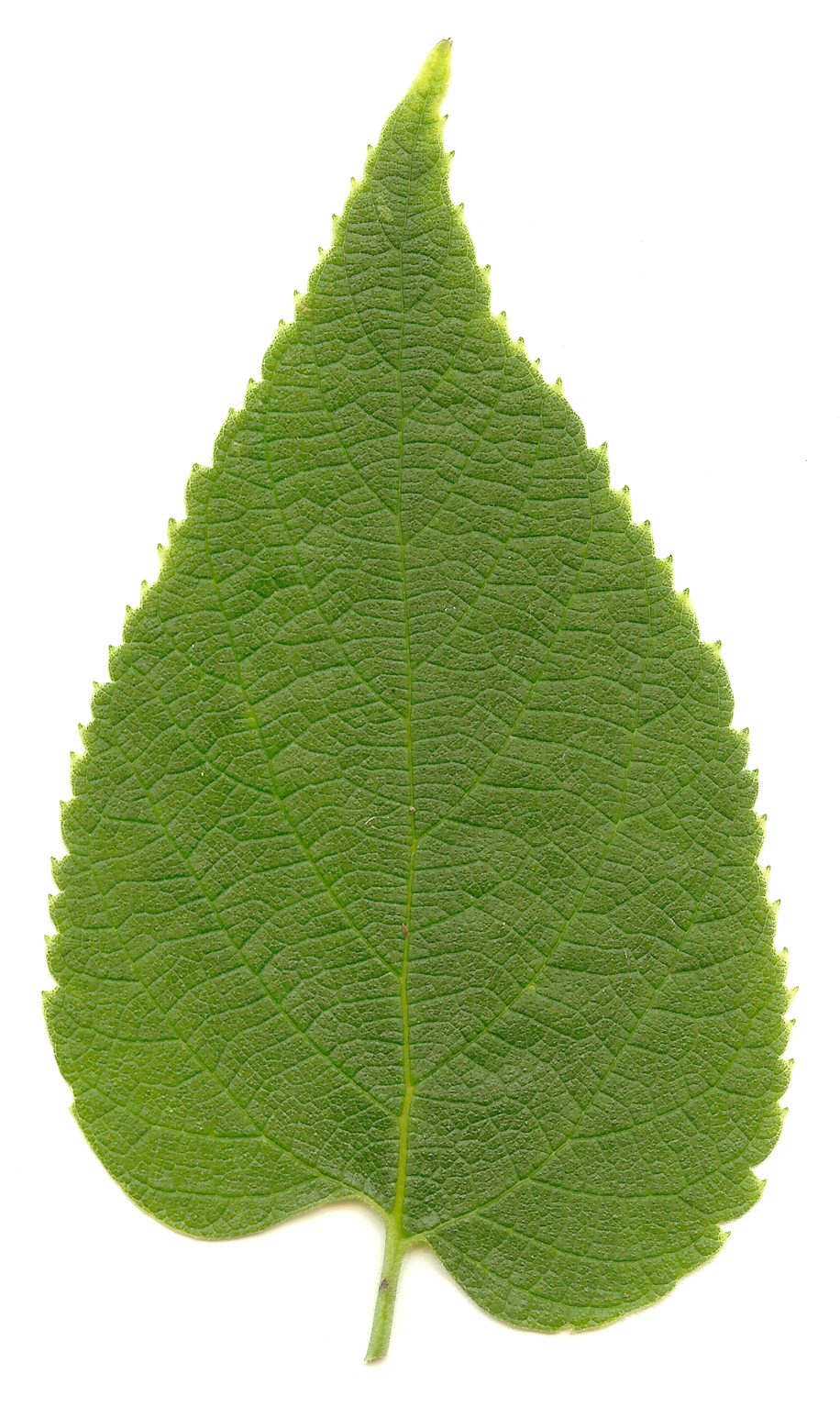
Листок C. occidentalis

- Celtis adolfi-friderici Engl. (західна і центральна Африка)
- Celtis africana Burm.f. (африканські гірські регіони)
- Celtis australis L. – каркас південний (Середземноморський басейн)
- Celtis balansae Planch. (Нова Каледонія, Австралія)
- Celtis berteroana Urb. (Куба, Еспаньйола, Ямайка)
- Celtis bifida J.-F. Leroy (Мадагаскар)
- Celtis biondii Pamp.
- Celtis boninensis Koidz. (острови Японії – південно-західний Хонсю, західний Кюсю, Рюкю, Оґасавара)
- Celtis brasiliensis Planch.
- Celtis bungeana L.
- Celtis caucasica L.
- Celtis caudata Planch. (Мексика та Центральна Америка)
- Celtis cerasifera C.K.Schneid. (центральний і південний Китай піденно-східний Тибет, північна М'янма)
- Celtis chekiangensis C.C.Cheng (Китай)
- Celtis chichape (Wedd.) Miq. (Болівія, Парагвай, Уругвай, північна Аргентина та південна Бразилія)
- Celtis conferta Planch.
  - Celtis conferta subsp. conferta – Нова Каледонія
  - Celtis conferta subsp. amblyphylla – острів Лорд-Гав
- Celtis ehrenbergiana (Klotzsch) Liebm. (південні США, Мексика, Великі Антильські острови, північ Пвденної Америки)
- Celtis eriocarpa Decne.
- Celtis glabrata Steven ex Planch. (syn. Celtis planchoniana K.I.Chr.) (східна Європа та західна Азія)
- Celtis gomphophylla Baker (центральна і східна Африка, Мадагаскар, Майотта)
- Celtis harperi Horne ex Baker
- Celtis hildebrandii
- Celtis hypoleuca Planch. (Нова Каледонія, Австралія)
- Celtis iguanaea (Jacq.) Sarg. (Флорида, Мексика, Кариби, Центральна і Південна Америка)
- Celtis jamaicensis Planch.
- Celtis jessoensis Koidz. (Японія і Корея)
- Celtis julianae C.K.Schneid. Китай
- Celtis koraiensis L.
- Celtis labilis L.
- Celtis laevigata Willd. (півднний Техас, схід США, північно-східна Мексика)
- Celtis latifolia (Blume) Planch.
- Celtis lindheimeri Engelm. ex K.Koch (Техас, Texas (US), Коавіла (Мексика))
- Celtis loxensis C.C.Berg
- Celtis luzonica Warb. (Філіппіни)
- Celtis madagascariensis Sattarian (Мадагаскар)
- Celtis mauritiana Planch. (syn. Celtis prantlii Priemer ex Engl.) (тропічна Африка та острови західного Індійського океану)
- Celtis mildbraedii Engl. (тропічна Африка і Мадагаскар)
- Celtis neglecta Zi L.Chen & X.F.Jin
- Celtis occidentalis L. (схід Північної Америки)
- Celtis orthocanthos Planch.
- Celtis pacifica Planch.
- Celtis pallida Torr. (південно-західні США, Техас, північна Мексика)
- Celtis paniculata (Endl.) Planch. (східна Малазія, східна Австралія, Мікронезія, західна Полінезія)
- Celtis petenensis Lundell
- Celtis philippensis Planch.
- Celtis punctata (Urb. & Ekman) Urb. & Ekman
- Celtis reticulata Torr. (захід Північної Америки)
- Celtis rigescens (Miq.) Planch.
- Celtis rubrovenia Elmer
- Celtis salomonensis Rech.
- Celtis schippii Standl.
- Celtis serratissima Zamengo, R.B.Torres, Gaglioti & Romaniuc
- Celtis sinensis Pers. (Китай і Японія)
- Celtis solenostigma Unwin
- Celtis spinosa Spreng.
- Celtis strychnoides Planch.
- Celtis tala Gillet ex Planch. (Південна Америка)
- Celtis tenuifolia Nutt. (Північна Америка)
- Celtis tessmannii Rendle. (центральна Африка)
- Celtis tetrandra Roxb. гори Нілґірі
- Celtis tikalana Lundell
- Celtis timorensis Span.
- Celtis toka (Forssk.) Hepper & J. R. I. Wood (західна, північна і північно-східна Африка)
- Celtis tournefortii L.
- Celtis trinervia Lam. – almex[5]
- Celtis vandervoetiana C.K.Schneid.
- Celtis vitiensis A.C.Sm.
- Celtis zenkeri Engl. (Африка)

#### Вилучено з роду
- Trema cannabina Lour. (як C. amboinensis Willd. )
- Trema lamarckiana (Schult.) Blume (Schult.) Blume (як C. lamarckiana Schult. )
- Trema orientalis (L.) Blume (як C. guineensis Schumach. або C. східний L. )
- Trema tomentosa (Roxb.) H.Hara (Roxb.) H.Hara (як C. aspera Brongn. або C. tomentosa Roxb. ) [6]

### Етимологія
Родова назва походить з латини і була застосована Плінієм Старшим до неспорідненого лотоса Ziziphus lotus.

## Поширення і середовище
Дерева широко розповсюджені в помірно теплих регіонах Північної півкулі, включаючи Південну Європу, Південну та Східну Азію, південну та центральну частину Північної Америки,  південну та центральну Африку, а також північну та центральну частину Південної Америки.

## Екологія
Деякі види, в тому числі звичайний (C. occidentalis) і C. brasiliensis є медоносними рослинами та менш важливим джерелом пилку для бджіл.

### Лускокрилі
Види Celtis використовуються як харчові рослини гусеницями деяких лускокрилих. До них належать переважно сонцевики, особливо окремий рід Libythea і деякі Apaturinae:

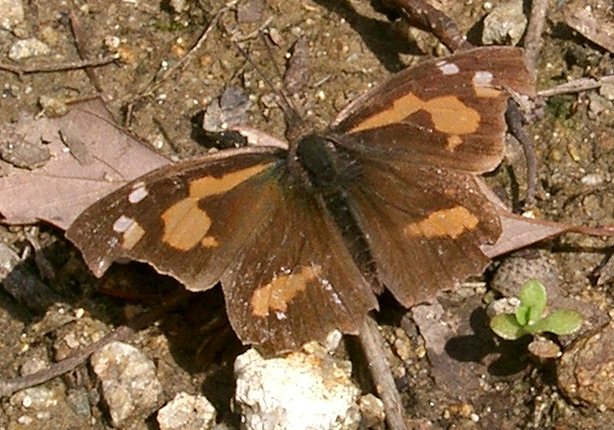
Гусениці Libythea lepita харчуються Celtis в Азії

- Acytolepis puspa – зареєстрований на китайській ягоді (C. sinensis)
- Automeris io – зареєстрована на (C. laevigata)
- Asterocampa celtis
- Libythea celtis
- Libythea labdaca
- Libythea lepita
- Libythea myrrha  записаний на C. tetrandra [8] [9]
- Libytheana carinenta
- Nymphalis xanthomelas  зареєстрований на каркасі південному ( C. australis )
- Sasakia charonda  записаний на C. sinensis
- Передбачуваний новий таксон загадкового видового комплексу Astraptes fulgerator, досі був знайдений лише на C. iguanaea[10][11].

### Патогени
Фітопатогенний базидіоміцетний гриб Perenniporia celtis вперше був описаний з рослини-господаря Celtis . Деяким видам Celtis загрожує знищення середовища проживання .

## Використання
Кілька видів вирощують як декоративні дерева, які цінуються за їх посухостійкість . Вони є частиною дендропарків і ботанічних садів, особливо в Північній Америці. C. sinensis підходить для культури бонсай; Чудовий екземпляр у Тегу-Мьон є одним із природних пам'яток Південної Кореї . Ягоди, як правило, їстівні, коли вони достигають і опадають. C. occidentalis використовували омаха, їли їх невимушено, а також народ дакота, який товк їх дрібно, насіння та інше. Павні використовував подрібнені фрукти в поєднанні з жиром і підсмаженою кукурудзою.
Деревина каркасів іноді використовується в червонодеревній мануфактурі та деревообробці. Ягоди деяких, наприклад C. douglasii, є їстівними та споживалися апачами Мескалеро.

## Галерея

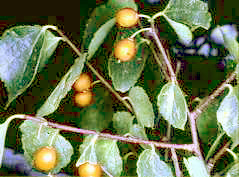
C. aetnensis зі зрілими плодами
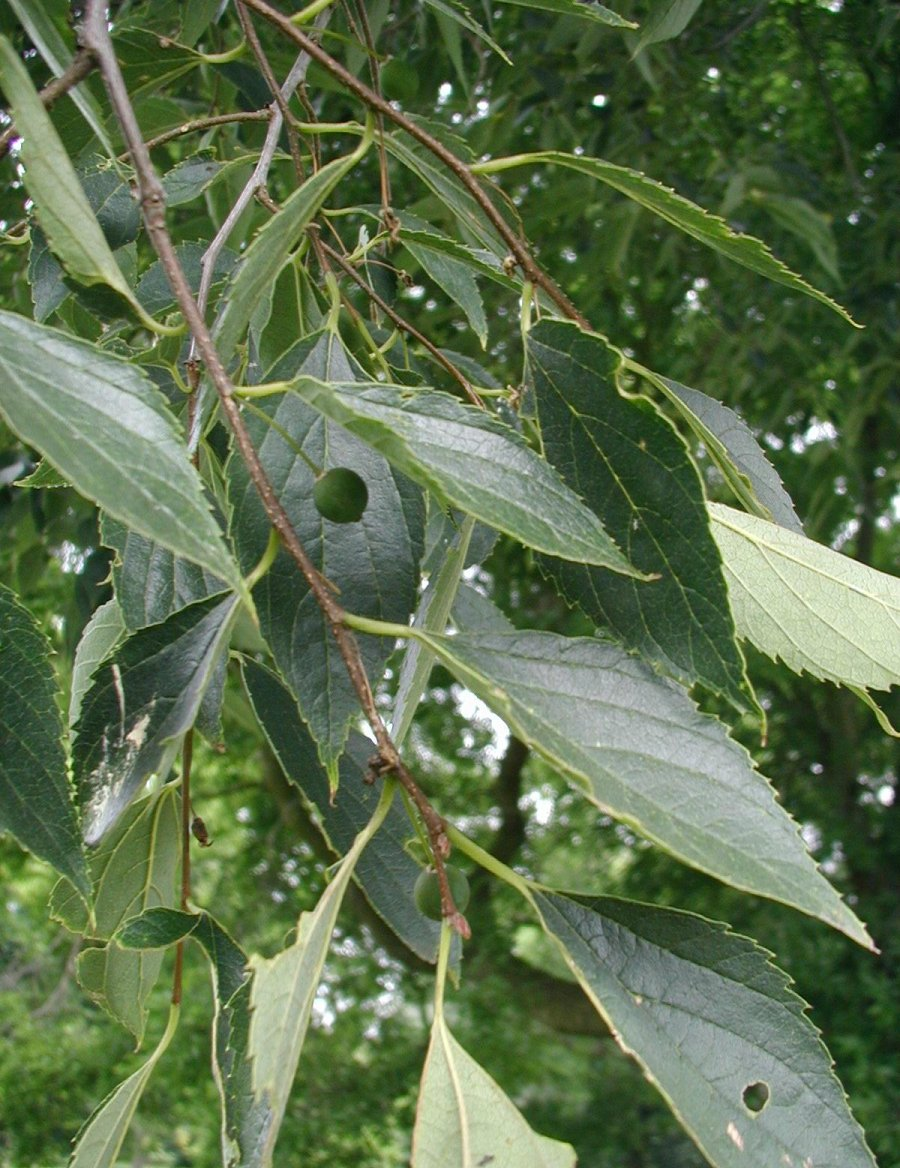
C. caucasica з незрілими плодами
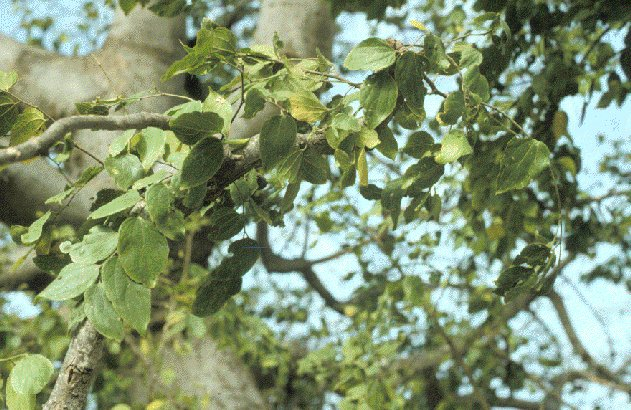
C. integrifolia
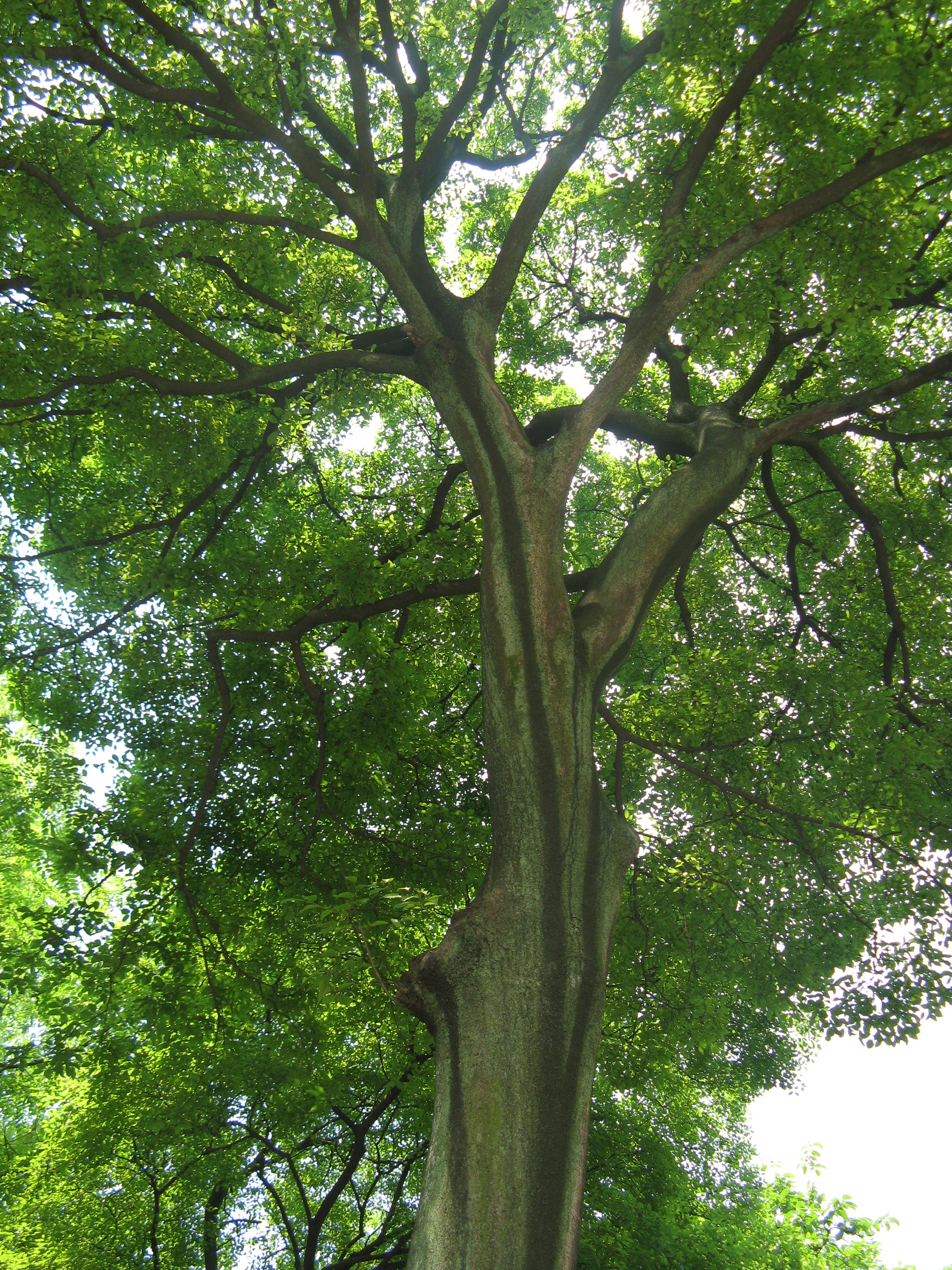
C. sinensis
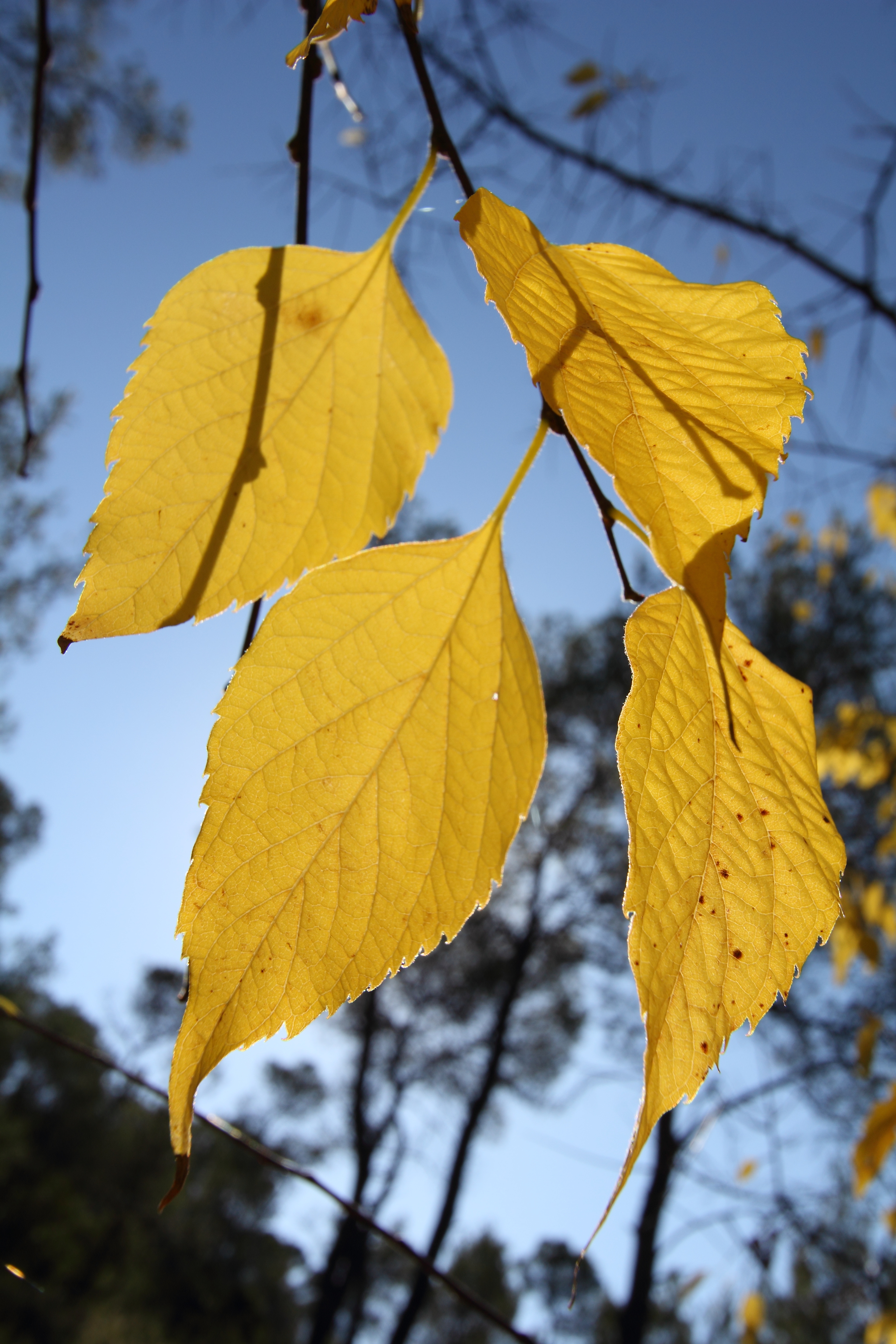
C. australis осіннє листя

## Зовнішні посилання
- Вікісховище має мультимедійні дані за темою: Каркас (рід)